# 엔시 내친왕 (1291년)
엔시 내친왕(일본어: 延子内親王 えんし/のぶこないしんのう[*], 쇼오 4년 (1291년) - 몰년 미상)은 가마쿠라 시대 후기의 황족이자 여원이다. 여원호는 엔메이몬인(延明門院)이다 후시미 천황의 4황녀로, 어머니는 좌대신 토인 사네오의 딸 스에코이다 (켄신몬인)이다. 고후시미 천황의 이복동생이다. 하나조노 천황의 동복누나이다. 하나조노 천황 외의 동복형제로는 쥬시 내친왕 (사쿠헤이몬인), 카쿠세이 법친왕 (닌나지 고시츠)가 있다.
오쵸 원년 (1311년), 21살에 내친왕 선하를 받았다. 같은 날, 준삼궁이 되었다. 쇼와 4년 (1315년), 원호 선하를 받아 엔메이몬인이라 칭했다. 쇼와 6년 (1317년), 27세가 되던 해에 아버지 후시미인의 붕어로 인해 출가를 하였고, 법명은 신쇼에(信正恵)로 칭했다. 그 후의 그녀의 행적은 알려지지 않았고, 언제 사망했는지도 알려지지 않았다.